# İhsan Selçuk
İhsan Selçuk (* 14. Dezember 1997) ist ein türkischer Sprinter, der sich auf den 400-Meter-Lauf spezialisiert hat.

## Sportliche Laufbahn
Erste internationale Erfahrungen sammelte İhsan Selçuk im Jahr 2024, als er bei den Balkan-Meisterschaften in Izmir mit der türkischen Mixed-Staffel über 4-mal 400 Meter in 3:25,49 min die Silbermedaille hinter dem serbischen Team gewann. Im Jahr darauf kam er bei den Balkan-Meisterschaften in Volos über 400 Meter nicht ins Ziel.
2024 wurde Selçuk türkischer Hallenmeister in der 4-mal-400-Meter-Staffel.

## Persönliche Bestzeiten
- 400 Meter: 47,12 s, 30. Mai 2023 in Erzurum
  - 400 Meter (Halle): 48,62 s, 15. März 2023 in Istanbul